# White Christmas
〈White Christmas〉는 어빙 벌린의 크리스마스 노래이다. 빙 크로스비가 부른 버전은 역대 가장 많이 팔린 싱글 중 하나이다.